# 타나이 크헤다
타나이 크헤다(Tanay Chheda, 1996년 6월 27일 ~ )는 인도의 배우이다.

## 출연 작품
- 내 이름은 칸 (2010)
- 슬럼독 밀리어네어 (2008)
- 지상의 별처럼 (2007)